# Pearsonia flava
Pearsonia flava är en ärtväxtart som först beskrevs av Baker f., och fick sitt nu gällande namn av Roger Marcus Polhill. Pearsonia flava ingår i släktet Pearsonia och familjen ärtväxter.

## Underarter
Arten delas in i följande underarter:
- P. f. flava
- P. f. mitwabaensis